# Сухоногово (селище, Костромська область)
Сухоногово (рос. Сухоногово) — селище в Костромському районі Костромської області Російської Федерації.
Населення становить 1963 особи. Входить до складу муніципального утворення Чернопєнське сільське поселення.

## Історія
У 1936-1944 року населений пункт перебував у складі Ярославської області. Від 1944 належить до Костромської області.
Від 2007 року входить до складу муніципального утворення Чернопєнське сільське поселення.

## Населення
| 2008 | 2010  | 2014  |
| ---- | ----- | ----- |
| 1847 | ↘1705 | ↗1963 |